# ديف غارا
ديف غارا (بالإنجليزية: Dave Gara)‏ هو موسيقي أمريكي، ولد في القرن العشرين.

## وصلات خارجية
- ديف غارا على موقع ميوزك برينز (الإنجليزية)
- ديف غارا على موقع ديسكوغز (الإنجليزية)